# Stictophaula mikhaili
Stictophaula mikhaili är en insektsart som beskrevs av Andrej Vasiljevitj Gorochov 2004. Stictophaula mikhaili ingår i släktet Stictophaula och familjen vårtbitare. Inga underarter finns listade i Catalogue of Life.